# Biskopsö naturreservat
För andra betydelser, se Biskopsö.
Biskopsö naturreservat är ett naturreservat i södra delen Värmdö kommun i Stockholms skärgård.
Området är naturskyddat sedan 1983 och är 5 123 hektar stort. Reservatet omfattar flera öar i yttre skärgården däribland Biskopsön, Byttan, Finnskär och Kastön. Reservatets öar består av hällmark och tallskog med mindre partier av lövräd.